# Андрусенко Микола Іванович
Андрусенко Микола Іванович (13 травня 1922, с. Мирошниківка Коломацького, колишнього Валківського району, Харківська область, УРСР — 20 травня 2010, Сімферополь, АРК, Україна) — український актор, працював в Кримському українському музичному театрі (м. Сімферополь) та Львівському обласному українському драматичному театрі (м. Дрогобич). Народний артист Української РСР (1979). Заслужений артист Української РСР (1971).

## Біографія
Микола Іванович Андрусенко народився 13 травня 1922 року в селі Мірошниківка Коломацького (колишнього Валківського району) на Харківщині. Коли майбутньому актору настав час іти до школи, його сім'я перебралася до Валок. У драматичному гуртку при місцевому піонерському клубі зробив перші кроки до театральної сцени, підтвердивши свою відданість театру в аматорських спектаклях Валківського Народного дому.
1940 року Микола Андрусенко закінчив Валківську середню школу і вступив до Харківського автодорожнього інституту, у якому, втім, провчився лише місяць. Саме тоді вийшла урядова постанова про переведення навчання із безплатного на платне, яке бідній родині Андрусенків було не по кишені. Микола повернувся до Валок і став працювати культорганізатором у місцевому дитбудинку.
Щойно почалася війна Миколу разом із іншими валківчанами відрядили на риття протитанкових окопів у Чернігівську область. При відступі, в районі станції Яготин, потрапив в оточення. Додому повертався вже по окупованій території. Вдома у травні 1942 року був силоміць вивезений окупантами на каторжні роботи до Німеччини, де перебував до травня 1945 року.
Після звільнення із неволі служив хористом ансамблю Червоноармійської пісні і танцю 28-ї армії Білоруського округу.
Повернувшись до Валок у червні 1946 року, М. І. Андрусенко вдома пробув недовго. Рятуючись від голоду, помандрував у Західну Україну, де мешкав старший брат, куди скоро перевіз і батьків. Влаштувавшись підсобним робітником до Дрогобицького музично-драматичного театру, невдовзі став його провідним актором.
У 1957 році Микола Іванович отримав запрошення на роботу від Кримського музичного театру драми і комедії (згодом Кримський український музичний театр), з колективом якого і пов'язав решту свого сценічного життя.
У 1971 році Миколі Івановичу Андрусенку було присвоєне почесне звання заслуженого артиста, а ще через 7 років (1979) — народного артиста УРСР.
Микола Іванович завжди з великим трепетом ставився до своєї малої Батьківщини. Навесні 1995 року, гастролюючи в Полтаві, він разом із трупою свого театру побував у Валках, виступив із колегами на сцені Народного Дому «Іскра». Відтоді підтримував добрі і плідні стосунки з валківчанами. Так, представники Валківщини на запрошення М. Андрусенка та його театру бували в Криму, кілька разів зустрічалися в Полтаві, куди кримчани приїздили на гастролі. Прощальна зустріч Миколи Івановича з рідним краєм відбулася у травні 2005 року.

## Творчість
За своє творче життя на сцені, яке тривало 62 роки, видатний артист створив понад 200 образів, якими зачарував сотні своїх прихильників як у Криму, так і по всій Україні.
Ролі у виставах:
- Возний у «Наталка Полтавка» І. Котляревського;
- Шельменко у «Шельменко-денщик» Г. Квітки-Основ'яненка;
- Боруля у «Мартин Боруля» І. Карпенка-Карого.